# 목련군
목련군(magnoliids) 또는 목련아강(Magnoliidae)은 속씨식물에 속하는 약 9,000여 종의 집단이다.
 속씨식물의 기저 분류군 가운데 하나로, 쌍떡잎식물이나 외떡잎식물에 속하지 않는다. 목련, 육두구, 월계수, 육계나무, 녹나무, 후추 등을 포함하고 있다. 목련군은 비단자엽, 비진정쌍자엽 피자식물이다.

## 분류
전통적으로 목련군은 하나의 아강으로 분류된다. 아강의 범위는 사용하는 분류 체계에 따라 다양할 것이다. 유일한 요구 조건은 목련과를 포함해야 한다는 것이다.  더 최근에는 녹나무목, 목련목 그리고 후추목을 포함하는 하나의 노드-기반 분기군으로서의 "PhyloCode" 아래에 재정의된다.

### APG 분류 체계
APG(1998년)와 APG II(2003년) 분류 체계는 목 상위의 공식적인 식물 이름으로 사용하지 않는다. 이들 분류 체계 아래에서는 더 큰 분기군으로 "목련군"(magnoliids) 또는 "magnoliid complex"와 같은 공식적인 이름이 사용된다. APG II는 목련군을 속씨식물 내에 하나의 분기군으로 인정한다. 그 범위는 다음과 같다.
목련군(magnoliids)
카넬라(Canellales)
녹나무목(Laurales)
목련목(Magnoliales)
후추목(Piperales)
다음은 속씨식물의 계통 분류이다.

|  | 외떡잎식물군                                                    |
|  |                                                                 |
|  | \| \| 붕어마름목 \| \| \| \| \| \| 진정쌍떡잎식물군 \| \| \| \| |
|  |                                                                 |
|  | 붕어마름목                                                      |
|  |                                                                 |
|  | 진정쌍떡잎식물군                                                |
|  |                                                                 |

|  | 붕어마름목       |
|  |                  |
|  | 진정쌍떡잎식물군 |
|  |                  |

|  | 외떡잎식물군                                                    |
|  |                                                                 |
|  | \| \| 붕어마름목 \| \| \| \| \| \| 진정쌍떡잎식물군 \| \| \| \| |
|  |                                                                 |
|  | 붕어마름목                                                      |
|  |                                                                 |
|  | 진정쌍떡잎식물군                                                |
|  |                                                                 |

|  | 붕어마름목       |
|  |                  |
|  | 진정쌍떡잎식물군 |
|  |                  |

|  | 외떡잎식물군                                                    |
|  |                                                                 |
|  | \| \| 붕어마름목 \| \| \| \| \| \| 진정쌍떡잎식물군 \| \| \| \| |
|  |                                                                 |
|  | 붕어마름목                                                      |
|  |                                                                 |
|  | 진정쌍떡잎식물군                                                |
|  |                                                                 |

|  | 붕어마름목       |
|  |                  |
|  | 진정쌍떡잎식물군 |
|  |                  |

|  | 외떡잎식물군                                                    |
|  |                                                                 |
|  | \| \| 붕어마름목 \| \| \| \| \| \| 진정쌍떡잎식물군 \| \| \| \| |
|  |                                                                 |
|  | 붕어마름목                                                      |
|  |                                                                 |
|  | 진정쌍떡잎식물군                                                |
|  |                                                                 |

|  | 붕어마름목       |
|  |                  |
|  | 진정쌍떡잎식물군 |
|  |                  |

|  | 외떡잎식물군                                                    |
|  |                                                                 |
|  | \| \| 붕어마름목 \| \| \| \| \| \| 진정쌍떡잎식물군 \| \| \| \| |
|  |                                                                 |
|  | 붕어마름목                                                      |
|  |                                                                 |
|  | 진정쌍떡잎식물군                                                |
|  |                                                                 |

|  | 붕어마름목       |
|  |                  |
|  | 진정쌍떡잎식물군 |
|  |                  |

|  | 외떡잎식물군                                                    |
|  |                                                                 |
|  | \| \| 붕어마름목 \| \| \| \| \| \| 진정쌍떡잎식물군 \| \| \| \| |
|  |                                                                 |
|  | 붕어마름목                                                      |
|  |                                                                 |
|  | 진정쌍떡잎식물군                                                |
|  |                                                                 |

|  | 붕어마름목       |
|  |                  |
|  | 진정쌍떡잎식물군 |
|  |                  |

|  | 외떡잎식물군                                                    |
|  |                                                                 |
|  | \| \| 붕어마름목 \| \| \| \| \| \| 진정쌍떡잎식물군 \| \| \| \| |
|  |                                                                 |
|  | 붕어마름목                                                      |
|  |                                                                 |
|  | 진정쌍떡잎식물군                                                |
|  |                                                                 |

|  | 붕어마름목       |
|  |                  |
|  | 진정쌍떡잎식물군 |
|  |                  |

|  | 외떡잎식물군                                                    |
|  |                                                                 |
|  | \| \| 붕어마름목 \| \| \| \| \| \| 진정쌍떡잎식물군 \| \| \| \| |
|  |                                                                 |
|  | 붕어마름목                                                      |
|  |                                                                 |
|  | 진정쌍떡잎식물군                                                |
|  |                                                                 |

|  | 붕어마름목       |
|  |                  |
|  | 진정쌍떡잎식물군 |
|  |                  |

|  | 외떡잎식물군                                                    |
|  |                                                                 |
|  | \| \| 붕어마름목 \| \| \| \| \| \| 진정쌍떡잎식물군 \| \| \| \| |
|  |                                                                 |
|  | 붕어마름목                                                      |
|  |                                                                 |
|  | 진정쌍떡잎식물군                                                |
|  |                                                                 |

|  | 붕어마름목       |
|  |                  |
|  | 진정쌍떡잎식물군 |
|  |                  |

|  | 외떡잎식물군                                                    |
|  |                                                                 |
|  | \| \| 붕어마름목 \| \| \| \| \| \| 진정쌍떡잎식물군 \| \| \| \| |
|  |                                                                 |
|  | 붕어마름목                                                      |
|  |                                                                 |
|  | 진정쌍떡잎식물군                                                |
|  |                                                                 |

|  | 붕어마름목       |
|  |                  |
|  | 진정쌍떡잎식물군 |
|  |                  |

|  | 외떡잎식물군                                                    |
|  |                                                                 |
|  | \| \| 붕어마름목 \| \| \| \| \| \| 진정쌍떡잎식물군 \| \| \| \| |
|  |                                                                 |
|  | 붕어마름목                                                      |
|  |                                                                 |
|  | 진정쌍떡잎식물군                                                |
|  |                                                                 |

|  | 붕어마름목       |
|  |                  |
|  | 진정쌍떡잎식물군 |
|  |                  |

|  | 외떡잎식물군                                                    |
|  |                                                                 |
|  | \| \| 붕어마름목 \| \| \| \| \| \| 진정쌍떡잎식물군 \| \| \| \| |
|  |                                                                 |
|  | 붕어마름목                                                      |
|  |                                                                 |
|  | 진정쌍떡잎식물군                                                |
|  |                                                                 |

|  | 붕어마름목       |
|  |                  |
|  | 진정쌍떡잎식물군 |
|  |                  |

|  | 외떡잎식물군                                                    |
|  |                                                                 |
|  | \| \| 붕어마름목 \| \| \| \| \| \| 진정쌍떡잎식물군 \| \| \| \| |
|  |                                                                 |
|  | 붕어마름목                                                      |
|  |                                                                 |
|  | 진정쌍떡잎식물군                                                |
|  |                                                                 |

|  | 붕어마름목       |
|  |                  |
|  | 진정쌍떡잎식물군 |
|  |                  |

|  | 외떡잎식물군                                                    |
|  |                                                                 |
|  | \| \| 붕어마름목 \| \| \| \| \| \| 진정쌍떡잎식물군 \| \| \| \| |
|  |                                                                 |
|  | 붕어마름목                                                      |
|  |                                                                 |
|  | 진정쌍떡잎식물군                                                |
|  |                                                                 |

|  | 붕어마름목       |
|  |                  |
|  | 진정쌍떡잎식물군 |
|  |                  |

|  | 외떡잎식물군                                                    |
|  |                                                                 |
|  | \| \| 붕어마름목 \| \| \| \| \| \| 진정쌍떡잎식물군 \| \| \| \| |
|  |                                                                 |
|  | 붕어마름목                                                      |
|  |                                                                 |
|  | 진정쌍떡잎식물군                                                |
|  |                                                                 |

|  | 붕어마름목       |
|  |                  |
|  | 진정쌍떡잎식물군 |
|  |                  |

|  | 외떡잎식물군                                                    |
|  |                                                                 |
|  | \| \| 붕어마름목 \| \| \| \| \| \| 진정쌍떡잎식물군 \| \| \| \| |
|  |                                                                 |
|  | 붕어마름목                                                      |
|  |                                                                 |
|  | 진정쌍떡잎식물군                                                |
|  |                                                                 |

|  | 붕어마름목       |
|  |                  |
|  | 진정쌍떡잎식물군 |
|  |                  |

다음은 목련군의 계통 분류이다.

|  | 카넬라목 |
|  |          |
|  | 후추목   |
|  |          |

|  | 녹나무목 |
|  |          |
|  | 목련목   |
|  |          |

|  | 카넬라목 |
|  |          |
|  | 후추목   |
|  |          |

|  | 녹나무목 |
|  |          |
|  | 목련목   |
|  |          |

이 분지군은 속씨식물에서 가장 기초가 되는 집단에 포함된다. 이  분지군은 공식적으로 2007년에 "PhyloCode"라는 규정을 통해 "Magnoliidae"라는 이름이 붙여졌다.

### 크론퀴스트 분류 체계

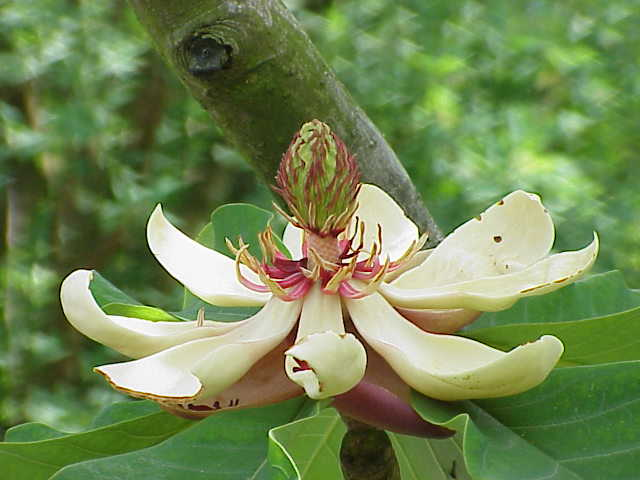
다양한 꽃잎과 수술 그리고 암술을 보여주는 일본목련(Magnolia obovata)의 꽃.

크론퀴스트 분류 체계(1981년)는 쌍떡잎식물의 6개의 아강의 하나로 목련아강을 사용했다. 이 체계의 첫 판에서, 그 범위는 다음과 같다.:
- 목련아강(Magnoliidae) :
목련목(Magnoliales)
녹나무목(Laurales)
후추목(Piperales)
쥐방울덩굴목(Aristolochiales)
붓순나무목(Illiciales)
수련목(Nymphaeales)
미나리아재비목(Ranunculales)
양귀비목(Papaverales)

### 달그렌 및 손 분류 체계
달그렌과 손 둘 다, 목련군(sensu APG)을 하나의 아강으로 분류하지 않고, 목련상목(Magnolianae)으로 분류했다. 이들 체계에서, 목련군이라는 이름은 모든 쌍떡잎식물을 포괄하는 하나의 가장 큰 그룹으로 사용하였다. 
달그렌은 목련상목(Magnolianae)을 그 때의 다른 분류 체계보다 더, 10개의 목으로 나누었고, 그는 크론퀴스트와 손과는 다르게, 후추목을 포함하지 않았다. 손은 목련상목(Magnolianae)의 대부분을 2개의 큰 목으로 분류하였지만, 목련목(Magnoliales)을, 크론퀴스트와 달그렌 둘 다에 의해 사용된 목 분류와 비슷한 계통을 따라서, 아목으로 나누었다
손은 2000년에, 목련상목, 수련상목, 그리고 라플레시아상목만을 포함하기 위해, 목련아강(Magnoliidae) 이름을 제한하고, 이전에 미나리아재비아강 (Ranunculidae)으로 분류하여 포함되었던 베르베리돕시스목 (Berberidopsidales)을 삭제하는 그의 분류 체계를 개정했다.
이 개정된 분류 체계는 크론퀴스트 분류 체계로부터 분기되지만, 나중에 발간된 APG II의 영역에서 좀 더 가깝게 일치한다.

### 비교 표
분류 체계의 비교는 종종 어렵다. 두 저자는 분류에 같은 이름을 쓰지만, 그 그룹에 포함되는 식물 종들은 다르다; 예를 들면, 크론퀴스트의 목련아강이 단지, 5개의 쌍떡잎식물군 중의 하나일뿐임에 반하여, 달그렌의 목련아강은 모든 쌍떡잎식물을 포괄한다. 두 저자는 또한 거의 동일한 구성으로 그 같은 그룹을 기술하지만, 각자 다른 분류 등급에 그 그룹을 분류하기 위해 하나의 다른 이름을 적용한다. 예를 들면, 크론퀴스트의 목련아강의 구성은 분류 등급을 다르게 하고 있음에도 불구하고, 손(1992년)의 목련상목 구성과 거의 같다.
이러한 어려움과 기타 문제 때문에, 아래의 개괄적인 표는 4명의 저자에 의한 분류 체계에서 "목련아강"의 정의를 함축적으로 비교한다. 아래 표에는 각 분류 체계에서, 단지 목만을 수록하고 있다. 특정 저자에 의해 포함된 모든 목들은 수록되고, 그 열에 링크된다. 하나의 분류군이 그 저자에 의해 포함되지 않지만, 다른 열의 저자에 의해 포함된다면, 그 항목은 링크없이 괄호 안에 쓰고, 가까운 위치를 지시하고 있다. 각 분류 체계의 순서는 유사한 분류군을 짝짓기 위하여, 그 출판 순서를 바꾸었다.
| APG II 목련군                  | 크론퀴스트 목련아강 | 달그렌 목련상목         | 손 목련상목         | 손 목련상목             |
| ------------------------------ | ------------------- | ----------------------- | ------------------- | ----------------------- |
| 녹나무목                       | 녹나무목            | 녹나무목                | 목련목              | 목련목                  |
| 목련목                         | 목련목              | 목련목                  | 목련목              | 목련목                  |
| 목련목                         | 목련목              | 뽀뽀나무목              | 목련목              | 목련목                  |
| 카넬라목                       | 목련목              | 윈테라목                | 목련목              | 목련목                  |
| 후추목                         | 목련목              | 락토리스목              | 목련목              | 목련목                  |
| 후추목                         | 쥐방울덩굴목        | 쥐방울덩굴목            | 목련목              | 목련목                  |
| 후추목                         | 후추목              | (수련상목 내의 후추목)  | 목련목              | 목련목                  |
| (미분류 또는 기초 분류군 내에) | 후추목              | 홀아비꽃대과            | 목련목              | 목련목                  |
| (미분류 또는 기초 분류군 내에) | 붓순나무목          | 붓순나무목              | 목련목              | 목련목                  |
| (미분류 또는 기초 분류군 내에) | (장미아강 내에)     | 라플레시아목            | (라플레시아목 내에) | (라플레시아목 내에)     |
| (미분류 또는 기초 분류군 내에) | 수련목              | (수련목 내에)           | (수련목 내에)       | (수련목 내에)           |
| (미분류 또는 기초 분류군 내에) | 수련목              | (수련목 내에)           | 붕어마름목          | (미나리아재비아강 내에) |
| (진정쌍떡잎식물 내에)          | 수련목              | 연꽃목                  | 연꽃목              | (미나리아재비아강 내에) |
| (진정쌍떡잎식물 내에)          | 미나리아재비목      | (미나리아재비아강 내에) | 매자나무목          | (미나리아재비아강 내에) |
| (진정쌍떡잎식물 내에)          | 양귀비목            | (미나리아재비아강 내에) | 매자나무목          | (미나리아재비아강 내에) |
| (진정쌍떡잎식물 내에)          | (오아과아강 내에)   | (차나무상목 내에)       | 모란목              | (미나리아재비아강 내에) |

## 경제적 이용
목련아강은 음식, 약, 향수, 목재로써, 그리고 장식용으로 기타 많은 다른 용도로 경제적으로 중요한 많은 종들을 포함한 식물에서 큰 그룹이다.

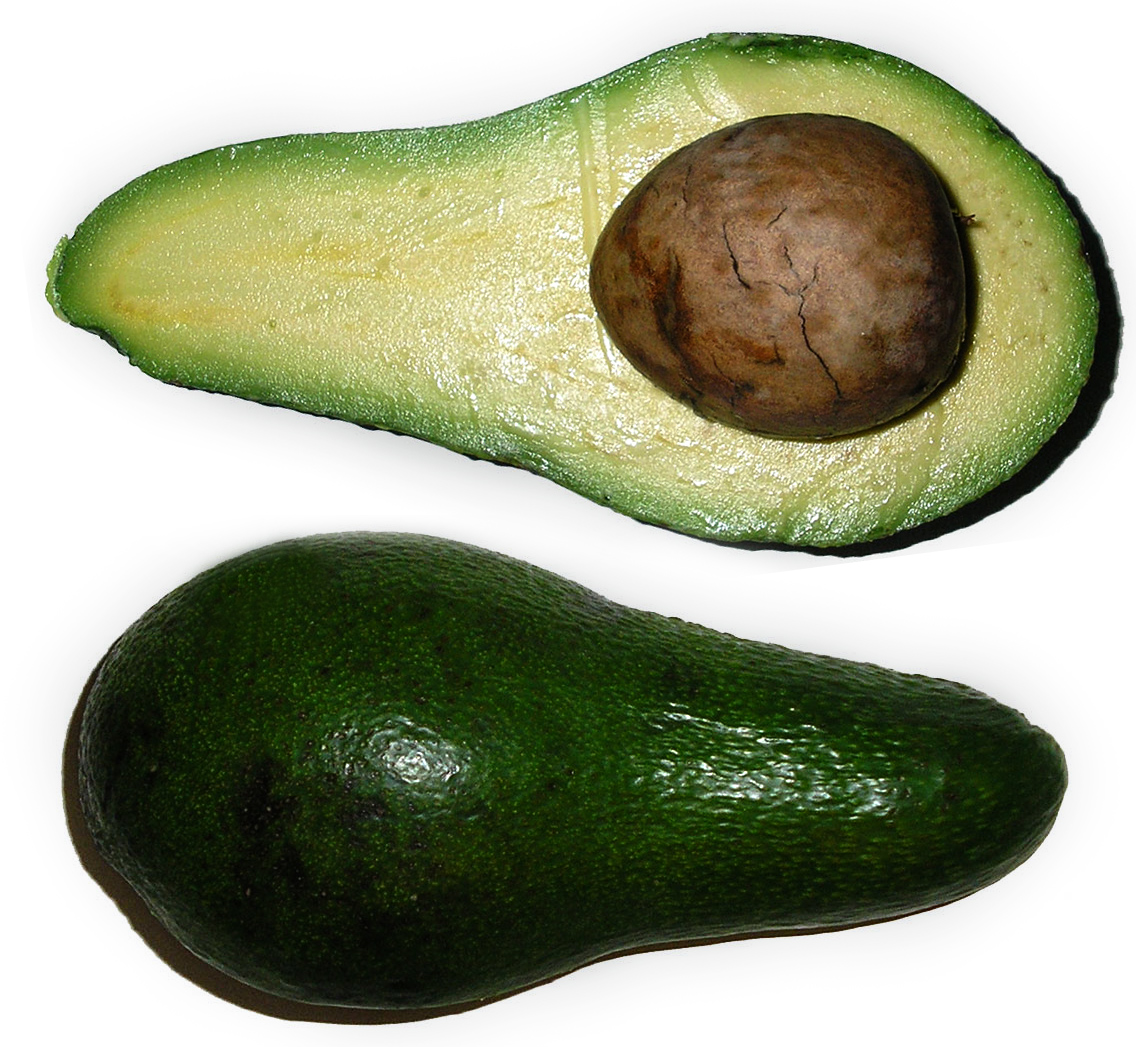
아보카도는 수 천년 이상, 아메리카에서 재배되었다.

한 가지 널리 재배되는 목련아강 과일은 멕시코와 중앙아메리카에서 거의 1만여 년 재배되었다고 믿어지는 아보카도(Persea americana)이다. 현재 아메리카 열대 지방에서 널리 자라며, 여전히 "야생" 아보카도가 발견되는 멕시코의 치아파스 또는 과테말라에서 기원한 것으로 여겨진다. 그 과일의 부드러운 과육은 날 것으로 또는 과콰몰로 갈아서 먹는다. 중앙 아메리카의 고대인들은 또한 안노나속(Annona)의 몇몇 과일을 맺는 종들을 처음 재배하였다.  이들은 커스터드애플(A. reticulata), 그라비올라(A. muricata), 슈가애플(A. squamosa), 체리모야(A. cherimola)이다. 그라비올라와 슈가애플은 이제 구세계에서도 과일을 위해 널리 재배한다.

목련아강의 일부 종들은 중요한 식품 첨가물로 사용된다. 사사프라스의 기름은 예전에 루트 비어와 사르사파릴라 양쪽에서 중요한 향신료로 사용되었다. 오일의 향을 좌우하는 가장 중요한 성분은 사프롤이지만, 이는 미국 또는 캐나다도 더 이상 사용되지 않는다. 사프롤이 간 손상과 입의 종양을 촉진한다는 연구 결과에 의해, 이 두 나라는 1960년에 식품 첨가제로써 사프롤의 사용을 금지했다. 특정 양 이상의 오일 사용은 메스꺼움, 구토, 환각 증상 그리고 급격한 호흡 곤란을 일으킨다. 이는 독성이 심하고, 신장을 크게 손상시킬 수 있다. 예전에 음식 첨가물로 사용뿐만 아니라, "사사프라스" 또는 "Ocotea cymbarum"로부터 추출한 사프롤은, 또한 일반적으로 마약 엑시타시로 알려진 MDMA를 합성하는 데 초기에 쓰였던 물질이다.

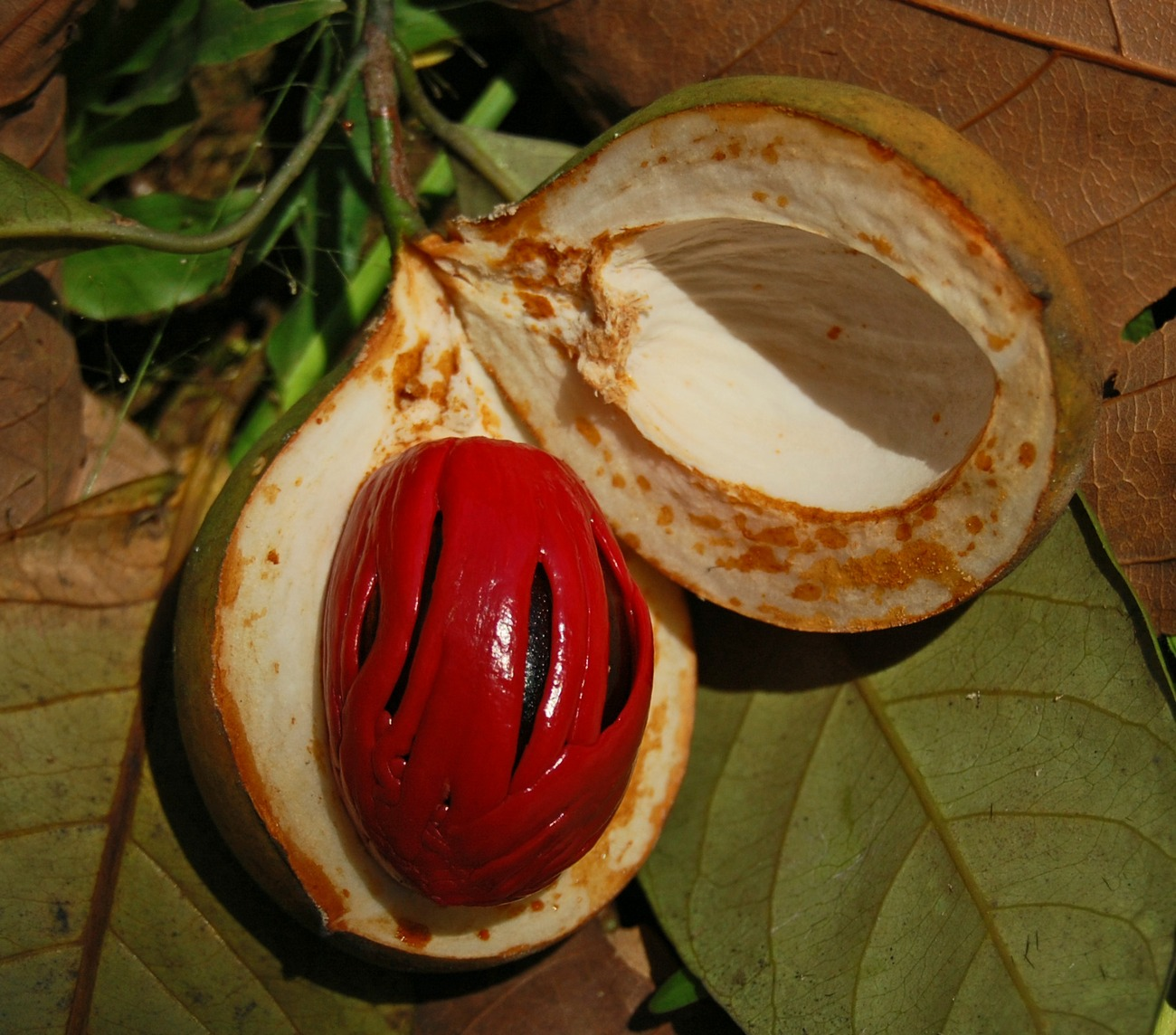
육두구 과일은 환각제 미리스티신의 원료의 하나이다.

나머지 목련아강 식물들 역시 마취성, 환각성, 마비적 속성으로 잘 알려져 있다. 폴리네시아 음료 카바는 Piper methysticum의 뿌리를 갈아서 발효시킨 것으로, 진정제와 마취제로써의 속성을 지니고 있다.  이는 태평양 지역의 모임 또는 일이 끝난 후의 휴식을 위해 널리 사용된다. 마찬가지로 아마존의 일부 원주민들은 비롤라나무의 나무 껍질로부터 흘러나온 가루 액체를 말리거나 분말로 만든, 환각을 일으키는 코담배를 피운다. 또 다른 환각 성분인 미리스티신은 향신료인 육두구를 통해 얻는다. 사프롤과 같은, 다량의 육두구의 섭취는 며칠 동안 지속되는 증상으로 환각과 메스꺼움 그리고 구토를 일으킬 수 있다. 더 심각한 반응은 Ocotea venenosa로부터의 과일 추출물에서의 약효 성분인, 로디아신과 디메틸로디아신에 의해 생기는 독성이다. 이들 화학물질은 동물에게 강직경련과 같은 반응을 일으킴으로써 근육과 신경을 마비시킨다. 콜롬비아와 에콰도르의 서쪽 끝단 아마존 지역의 코판 사람들은 사냥에서 화살촉에 바르는 독약으로 이 성분을 사용한다.
목련아강에서 모든 화학 성분들이 유해한 것은 아니다. 이전 세기에, 선원들은 괴혈병의 비타민-결핍으로부터 벗어나기 위하여 남아메리카 나무 드리미스 윈테리(Drimys winteri)로부터, 윈테라과 식물의 나무껍질을 사용하곤 했다. 오늘날, 벤조일은 이 물질의 항박테리아성과 항균성 때문에, 식품 첨가물과 피부약으로 사용할 목적으로 린데라 벤조인(비목나무)로부터 추출한다. 목련(Magnolia) 나무껍질로부터 추출한 의약품은 오랫동안 한약으로 사용되었다. 마그놀롤(magnolol)과 호노키올(honokiol)에 대한 과학적 조사는 이 물질이 치과 치료에 사용될 수 있음을 보여준다.  이 두 화합물은 구취와 충치를 일으키는 박테리아에 대하여 효과적인 항-박테리아 활동을 보여주고 있다. 뽀뽀나무과의 몇몇 종들은 또한 아세토제닌이라 불리는 화학 물질군을 사용할 목적으로 연구되고 있다. 처음 발견된 아세토제닌은 우바리신으로, 생물체에 사용될 때 항-백혈병 성질을 지니고 있다. 기타 아세토제닌은 항-말라리아와 항-종양 성질을 지니고 있고, 실험실 연구에서는 심지어 HIV 복제까지도 억제하는 성질이 있음이 발견되었다.
많은 목련아강 종들은 잎과 나무껍질 또는 목질부에서 정유(精油)를 만들어 낸다. 트리미리스틴을 함유하고 있는 "Virola surinamensis"(브라질 "육두구")는 납작한 형태로 추출되고, 쇼트닝에서뿐만 아니라 비누와 양초에서 사용된다. 기타 방향성의 휘발성 기름은 Aniba rosaeodora(부아 드 로즈), Cinnamomum porrectum, Cinnamomum cassia 그리고 Litsea odorifera에서 추출되며, 방향 비누를 만드는 데 사용된다. 향수는 또한 이들 오일의 일부로부터 만들어진다; 아랍과 스와힐리 여성들에 의해 사용되는 일랑일랑은 카난가 오도라타(Cananga odorata)의 꽃으로부터 추출되며, 육두구 버터라 불리는 한 화합물은 향신료로써 그 같은 나무로부터 만들어지지만, 부드러운 냄새가 나는 "버터"는 식품으로보다는 오히려 향수로써 사용되거나, 또는 윤활유로 사용된다.

## 같이 보기
- 진정쌍떡잎식물 (Eudicots)
- 외떡잎식물 (Monocotyledon)